# Coppa Sabatini 2014
La Coppa Sabatini 2014, sessantaduesima edizione della corsa e valevole come prova del circuito UCI Europe Tour 2014 categoria 1.1, si svolse il 9 ottobre 2014 per un percorso totale di 197,9 km. Fu vinta dall'italiano Sonny Colbrelli che giunse al traguardo con il tempo di 4h38'25", alla media di 42,65 km/h.
Presero il via 102 ciclisti, al traguardo 76 di essi portarono a termine la gara.

## Squadre e corridori partecipanti
| N.      | Cod. | Squadra                      |
| ------- | ---- | ---------------------------- |
| 2-9     | LAM  | Lampre-Merida                |
| 11-18   | CAN  | Cannondale Pro Cycling       |
| 22-27   | ALM  | AG2R La Mondiale             |
| 31-40   | AND  | Androni Giocattoli-Venezuela |
| 41-50   | BAR  | Bardiani-CSF                 |
| 51-60   | NRI  | Neri Sottoli                 |
| 61-69   | CJR  | Caja Rural-Seguros RGA       |
| 71-80   | CCC  | CCC-Polsat Polkowice         |
| 81-90   | COL  | Colombia                     |
| 91-99   | MTN  | MTN-Qhubeka                  |
| 101-110 | RVL  | RusVelo                      |
| 111-118 | WGG  | Wanty-Groupe Gobert          |

## Ordine d'arrivo (Top 10)
| Pos. | Corridore         | Squadra      | Tempo    |
| ---- | ----------------- | ------------ | -------- |
| 1    | Sonny Colbrelli   | Bardiani-CSF | 4h38'25" |
| 2    | Mauro Finetto     | Neri Sottoli | s.t.     |
| 3    | Franco Pellizotti | Androni      | s.t.     |
| 4    | Davide Rebellin   | CCC Polsat   | s.t.     |
| 5    | Enrico Battaglin  | Bardiani-CSF | s.t.     |
| 6    | Davide Villella   | Cannondale   | s.t.     |
| 7    | Davide Viganò     | Caja Rural   | s.t.     |
| 8    | Niccolò Bonifazio | Lampre       | s.t.     |
| 9    | Amets Txurruka    | Caja Rural   | s.t.     |
| 10   | Robinson Chalapud | Colombia     | s.t.     |